# 艾因阿拉伯
艾因阿拉伯（阿拉伯語：عَيْن الْعَرَب，羅馬化：ʿAyn al-ʿArab，發音：[ʕeːn elˈʕɑrɑb]），又称科巴尼（羅馬化：Kobanî、Kobanê，發音：[koˈbaːniː]，羅馬化：Kūbānī），是由敘利亞阿勒頗省管轄的城鎮，位於該國北部，距離首府阿勒頗150公里，毗鄰與土耳其接壤的邊境，海拔高度520米，2007年人口54,681。叙利亚内战之后，该处成为各方势力争夺的对象。

## 历史
“科巴尼”这个地名的语源由来不明，根据出身于该城的叙利亚库尔德人政治家萨利赫·穆斯林·穆罕默德的话，科巴尼始于1912年建成的巴格达铁路上的一个车站，“科巴尼”这个名字则是来自负责建设铁路的德国公司的“公司”（Company）这个词。
阿拉伯语地名“艾因阿拉伯”则意为“阿拉伯之泉”。1980年代哈菲兹·阿萨德政权实行阿拉伯化政策，叙利亚政府将该地正式名称改成了“艾因阿拉伯”，占该处九成人口的库尔德人居民拒绝这一更改，当2012年政府军撤出该地库尔德人势力重新统治的时候，该处地名又改回了“科巴尼”。
1892年奥斯曼帝国时代，半农半牧的库尔德人在这里建立了一座小村庄。1912年巴格达铁路通车后，此处有一个小车站。当时在此地驻留的德国工程师将这个被称作（土耳其語：意为“泉”，奥斯曼土耳其语作(puñar, pıñar)）的村庄描述为：“位于幼发拉底河以东35公里的库尔德人小村庄”，房子以泥砖建成，附近的库尔德人部落还有袭击铁道工事的记录。
1915年，奥斯曼帝国亚美尼亚人大屠杀后逃到此地的亚美尼亚人在车站附近形成了一个小镇，附近居住的库尔德人等也聚集在镇上。1921年，土耳其与叙利亚的国境沿着铁路沿线铺开，小镇北边的一部分被划归土耳其，即今蘇魯奇县下的，该处国境上还有一个同名的边防站。
艾因阿拉伯的市区基盘主要是法屬敘利亞託管地时代，由法国当局计划、建设的，现在还有很多法治时代的建筑在使用。
20世纪中叶前，该地有许多亚美尼亚人居民，并有三座亚美尼亚教会。但1960年代时，亚美尼亚人大多移民至苏联的亚美尼亚苏维埃社会主义共和国去了。
叙利亚内战爆发后，政府军于2012年7月19日撤出艾因阿拉伯，库尔德人武装势力人民保卫军占领该地。自此以来该地由库尔德人控制。2014年9月，恐怖組織伊斯蘭國逼近該城，佔領周遭64個村莊並大開殺戒，當地逾20萬居民逃往土耳其。